# Lamennaisia quadridentata
Lamennaisia quadridentata är en stekelart som beskrevs av Girault 1922. Lamennaisia quadridentata ingår i släktet Lamennaisia och familjen sköldlussteklar. Inga underarter finns listade i Catalogue of Life.